# Dieu, l'hypothèse erronée
Dieu, l'hypothèse erronée est un best-seller du New York Times de 2007 du scientifique Victor J. Stenger, qui soutient qu'il n'y a aucune preuve de l'existence d'une divinité et que l'existence de Dieu, bien qu'elle ne soit pas impossible, est improbable.
David Ludden du magazine Skeptic a écrit que « Stenger présente des preuves issues de la cosmologie, de l'astrophysique, de la physique nucléaire, de la physique des particules, de la mécanique statistique et de la mécanique quantique, montrant que l'univers apparaît exactement comme il devrait s'il n'y avait pas de créateur ». Ludden en conclut que « Tous les libres penseurs devraient avoir les deux volumes Pour en finir avec Dieu et God: The Failed Hypothesis, côte à côte, sur leurs étagères ».
Damien Broderick a écrit dans The Australian : « Stenger offre une réponse à cette question profonde dans ses deux nouveaux livres, présentant un bilan matérialiste et sans Dieu du cosmos, tout aussi antagoniste à la superstition, au paranormal et aux religions archétypales et nouvelles. Il refuse d'accepter l'accommodement poli préconisé par l'agnostique Stephen Jay Gould selon lequel la science et la religion ne peuvent jamais être en conflit, car elles sont des « magistères » qui ne se chevauchent pas ».

## Présentation
Stenger estime que la religion fait souvent des affirmations qui sont tout à fait à la portée de la science pour enquêter. Dans cet esprit, il affirme que la science pratique le naturalisme méthodologique, même si elle n'exclut pas le surnaturel (c'est-à-dire le naturalisme métaphysique ou le physicalisme). La science se limite à tester ce qui peut réellement être testé - à savoir les effets dans le monde naturel (que ce soit leur cause naturelle ou surnaturelle).
Stenger pense que nous avons plus que suffisamment de preuves de l'absence du Dieu judéo-chrétien. Il ajoute que de nombreux arguments pour Dieu, qui étaient autrefois convaincants, sont maintenant faibles ou sans pertinence à la lumière de la compréhension scientifique moderne. Stenger ne pense pas que nous devrions être dogmatiques au sujet de la non-croyance en Dieu, mais dit que les preuves sont écrasantes contre cette croyance.